# NGC 3387
NGC 3387 is een compact sterrenstelsel in het sterrenbeeld Sextant. Het hemelobject werd op 15 maart 1830 ontdekt door de Britse astronoom John Herschel. Omtrent dit object bestaat wat verwarring. Volgens opzoekingswerk van Courtney Seligman zou NGC 3387 echter een groepje van 3 sterren zijn in plaats van een sterrenstelsel.